# 부산실내체육관
부산실내체육관(釜山室內體育館, Busan Gymnasium)은 대한민국 부산광역시에 있는 스포츠 시설이다. 사직실내체육관(社稷室內體育館)이라고도 일컫기도 한다. 1985년 8월에 개관하였다. 총 좌석은 14,099석이며, 지상 4층으로 되어 있고, 면적은 25,901m2이다. 1997년부터 기아자동차가 현대모비스로 제적사가 변경되어 울산광역시로 연고지를 옮기게 된 2001년까지 부산 기아 엔터프라이즈(현 울산 현대모비스 피버스) 농구단의 홈 경기장이었고, 2003년 KTF(KT 계열)가 코리아텐더 농구단을 인수했을 때에는 금정체육관을 이용하였다가 2006년에 사직으로 옮겨 와서 2021년까지 이용했다.
KBL의 연고지 정착 정책으로 인해 KT가 2020-2021 시즌 후 부산광역시를 떠나 경기도 수원시로 연고지를 옮긴 후에는 부산 BNK 썸의 홈 경기장으로 쓰이고 있으며, 2023년부터는 전주시에서 부산광역시로 연고지 이전을 선언한 부산 KCC 이지스도 사직을 홈으로 이용하고 있다.
부산 아시안 게임 농구 경기를 포함하여 2016년 3월 12일에는 《2016 슈퍼콘서트 토요일 토요일을 즐겨라》 공연이 개최되었다. 그리고 온게임넷 스타리그 8강 투어(NHN한게임배 온게임넷 스타리그 03~04) 1차례, 양대 스타리그(MBC게임, 온게임넷) 결승전(당신은 골프왕 MSL, BATOO 스타리그 08~09), 리그 오브 레전드 챔피언스 코리아 스프링 2018 결승전이 열렸다.

## 프로농구 홈구장
- 부산 기아 엔터프라이즈 (1997년 ~ 2001년)
- 부산 BNK 썸 (2021년 ~ 현재)
- 부산 KCC 이지스 (2023년 ~ 현재)

## 기타 용도
- 2002년 아시안 게임
- 제2회 아시아송 페스티벌[2]
- NHN한게임배 온게임넷 스타리그 03~04 8강 투어
- 당신은 골프왕 MSL 결승전
- BATOO 스타리그 08~09 결승전
- 리그 오브 레전드 챔피언스 코리아 스프링 스플릿 2018 결승전
- 리그 오브 레전드 월드 챔피언십 2023 8강전